# Hai un momento, Dio?
Hai un momento, Dio? è un singolo del cantautore italiano Luciano Ligabue, pubblicato nel 1996 come sesto estratto dal quinto album in studio Buon compleanno Elvis.

## Descrizione
Pubblicato su CD singolo, in Italia (con un solo brano) come disco NON in vendita ad uso delle radio, in Germania abbinato a Buon compleanno, Elvis! insieme alla reinterpretazione dal vivo di You Can't Always Get What You Want (1969) dei Rolling Stones, già inserita sul precedente singolo per il mercato tedesco Viva!, proprio con Hai un momento, Dio?.
Ballata in cui il cantautore si interroga sul mistero della vita e immagina a modo suo di chiedere la risposta a Dio, in privato, con un dialogo diretto.

## Video musicale
Non esiste un videoclip ufficiale per questa canzone. Tuttavia il brano è contenuto nel concerto Ligabue & La Banda live Acoustic 1996 @ Tmc Videomusic registrato dall'emittente televisiva TMC Videomusic nei suoi studi e considerato dai fan il miglior concerto acustico del cantautore.

## Tracce
Versione italiana (CD singolo promozionale)
1. Hai un momento, Dio? – 4:42 (Luciano Ligabue)

Versione tedesca
1. Hai un momento, Dio? (Luciano Ligabue)
2. Buon compleanno, Elvis! (Luciano Ligabue)
3. You Can't Always Get What You Want (live) (Mick Jagger, Keith Richards)

## Formazione
- Luciano Ligabue – voce, chitarra acustica

### La Banda
- Federico Poggipollini – chitarra
- Mel Previte – chitarra
- Antonio Righetti – basso
- Roberto Pellati – batteria

### Altri musicisti
- Candelo Cabezas – percussioni
- Pippo Guarnera – organo Hammond